# Museo de Málaga
El Museo de Málaga es un centro expositivo de la ciudad española de Málaga que da cabida a las colecciones de dos instituciones museísticas malacitanas, el Museo de Bellas Artes de Málaga y el Museo Arqueológico Provincial de Málaga, contando con más de 15.000 referencias en arqueología y una amplia colección pictórica de 2000 obras producidas entre los siglos XIX y XX. Es el quinto museo más grande de España y el mayor de Andalucía.
El edificio sede construido en el siglo XVIII, el Palacio de la Aduana, integra por primera vez en la historia estas destacadas colecciones, que permanecieron almacenadas sin centro expositivo durante casi 20 años, desde 1997 hasta la apertura de este centro, el 12 de diciembre de 2016.
Entró en la lista de las entidades culturales más valoradas de España de 2016.

## Historia

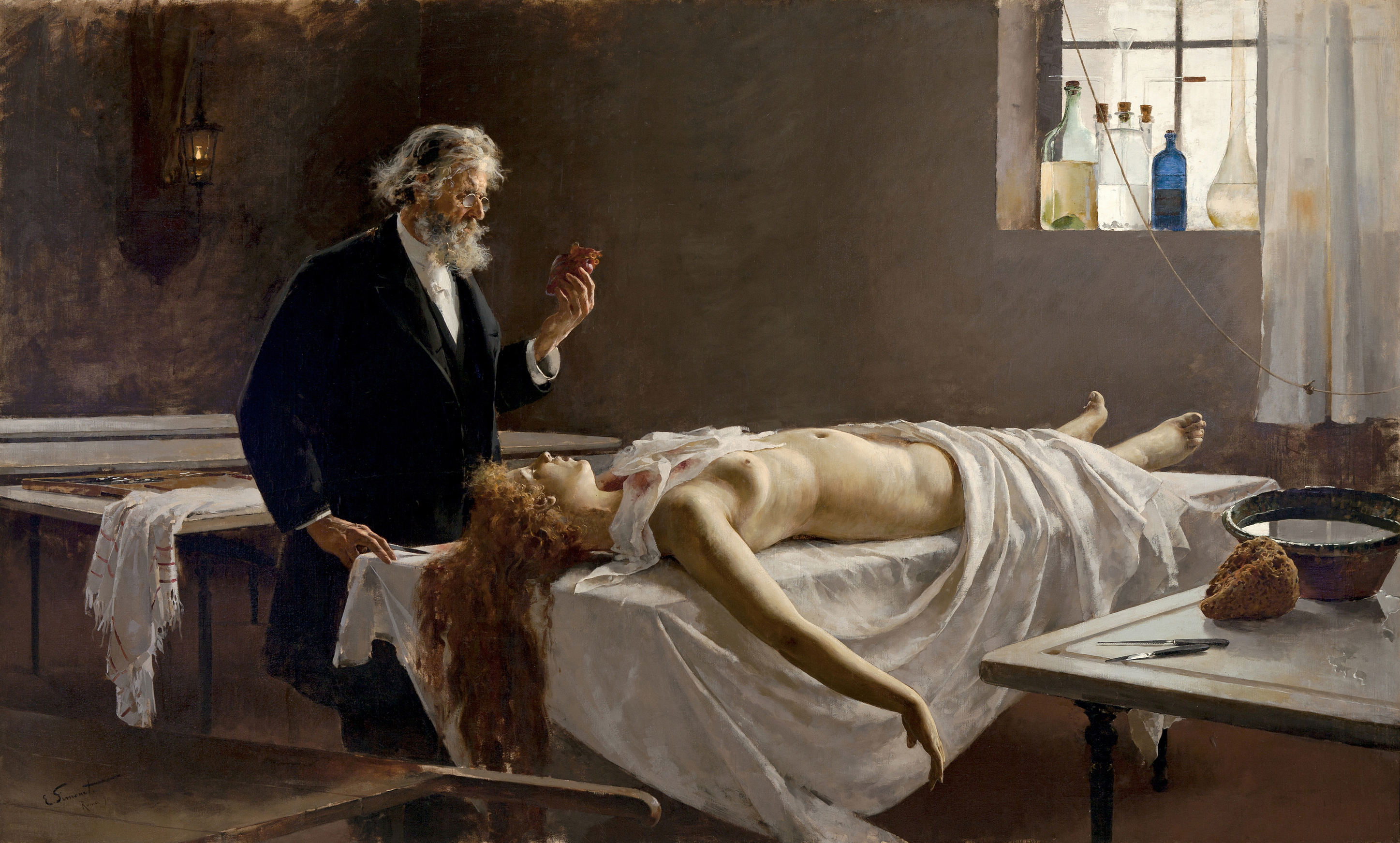
Anatomía del corazón (1890) de Enrique Simonet.

### Museo de Bellas Artes de Málaga
La creación del Museo Provincial de Bellas Artes de Málaga fue una vieja iniciativa de los académicos de la Real Academia de Bellas Artes de San Telmo promovida desde 1866. El 24 de julio de 1913, se constituye la institución por Real Decreto, que después de muchos intentos y tras constituirse el Patronato del Museo el 3 de febrero de 1915, fue inaugurado el 17 de agosto de 1916 en unos salones de una casa de la malagueña calle del Císter esquina con calle Pedro de Toledo, alquilada al marqués de Larios, presidente del patronato en ese momento. En 1920, el citado edificio fue vendido a la Institución Teresiana, y ante el riesgo de quedar sin local para la instalación, el Patronato del Museo decidió que fuera instalado en el propio edificio de la Academia y en sus salones.
Tras años en la búsqueda de una ubicación definitiva, su nueva sede sería inaugurada el 28 de abril de 1961 por el por entonces jefe del Estado, Francisco Franco Bahamonde, en el palacio de los Condes de Buenavista, con lo que se veía definitivamente cumplida la añeja aspiración de la Academia de Bellas Artes de San Telmo de que Málaga llegara a tener un Museo de Bellas Artes digno y en un entorno adecuado.
Dicha sede fue cerrada al público en 1997, ya que el palacio de los Condes de Buenavista había sido elegido por los responsables de Cultura de la Junta de Andalucía como sede del museo Picasso Málaga.

### Museo Arqueológico Provincial de Málaga

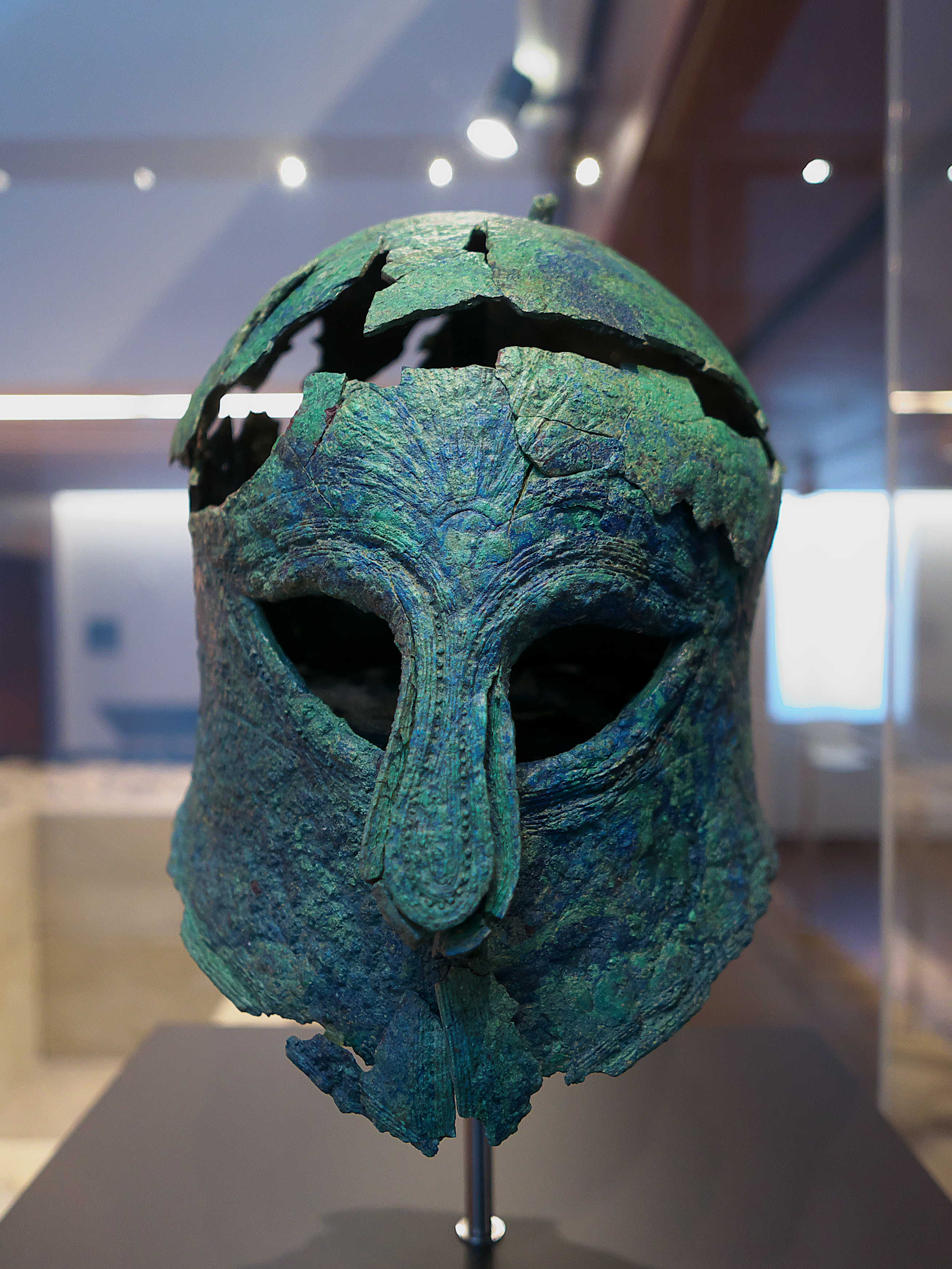
La Tumba del Guerrero fue descubierta en 2012 y se convirtió en una de las piezas principales del museo.

El museo Arqueológico Provincial de Málaga se creó por decreto de 1947 y fue inaugurado en 1949, teniendo como sede el palacio-fortaleza de la Alcazaba de Málaga. El nuevo museo integraba en su colección fundacional los fondos del antiguo museo Loringiano, colección arqueológica formada en el siglo XIX por los marqueses de Casa-Loring, así como los fondos arqueológicos del entonces Museo Provincial de Bellas Artes y los procedentes de las diferentes excavaciones realizadas desde los años 30 del siglo XX en la propia Alcazaba de Málaga y otros yacimientos arqueológicos de la provincia. En consecuencia, el museo exponía objetos procedentes de varios yacimientos clásicos de la arqueología provincial, en un rango de cronología que iba desde la Prehistoria hasta el período islámico: las cuevas con ocupación prehistórica y arte rupestre, como La Pileta y la Victoria; necrópolis del período megalítico, como la de Alcaide; algunos de los primeros objetos fenicios conocidos en la provincia, antes de que se sospechara incluso la magnitud del fenómeno de la colonización fenicia en la costa malagueña; una valiosa colección romana de bustos, esculturas y piezas funerarias, con origen en Cártama y el subsuelo del palacio de la Aduana, entre otros lugares; y notables elementos provenientes de sitios medievales, tales como la Alcazaba de Málaga o Bobastro.
En 1996, las obras de rehabilitación de la Alcazaba obligaron al traslado del Museo Arqueológico Provincial, ubicándose provisionalmente los fondos en el Convento de la Trinidad. En este edificio permanecieron las colecciones hasta 1999. Desde ese año la colección fue almacenada sin posibilidad de ser contemplada, en el mismo edificio de la sede provisional de la Biblioteca Provincial de Málaga en la Av. Europa.

### Museo de Málaga
En 1973, se constituye el Museo de Málaga, unificando en una misma institución del patrimonio el Museo de Bellas Artes y el Museo Arqueológico Provincial. Sin embargo, las dos colecciones siguieron teniendo ubicaciones separadas, en dos edificios emblemáticos de la ciudad, el palacio de los Condes de Buenavista y la Alcazaba de Málaga.
En 1984, la transferencia de competencias en materia de cultura desde el Estado español a la Junta de Andalucía propició que la gestión del Museo de Málaga fuera traspasada a la Consejería de Cultura de la Junta de Andalucía. Y desde 1997 en el caso de la colección del Bellas Artes, y 1999 respecto a la del Museo Arqueológico, ninguna del ellas dispusieron de sedes donde ser contempladas, con excepción de pequeñas muestras en exposiciones temporales.
Tras dos décadas con las colecciones almacenadas y varios retrasos que movilizaron a la ciudadanía de Málaga pidiendo la apertura de su museo, el 12 de diciembre de 2016 se abrieron las puertas del nuevo Museo de Málaga, que integró por primera vez los fondos del Museo Arqueológico Provincial y del Museo de Bellas Artes de Málaga, siendo inaugurado por autoridades como Francisco de la Torre (Alcalde de Málaga), Susana Díaz (Presidenta de la Junta de Andalucía), Rosa Aguilar (Consejera de Cultura) e Íñigo Méndez (Ministro de Cultura).

#### Palacio de la Aduana
El Palacio de la Aduana es un edificio proyectado en 1788 y terminado en 1826, destinado originalmente a atender el tráfico de viajeros del Puerto de Málaga. Situado junto al parque de Málaga es la sede permanente del Museo de Málaga.

## Descripción del edificio y colecciones

### Planta baja

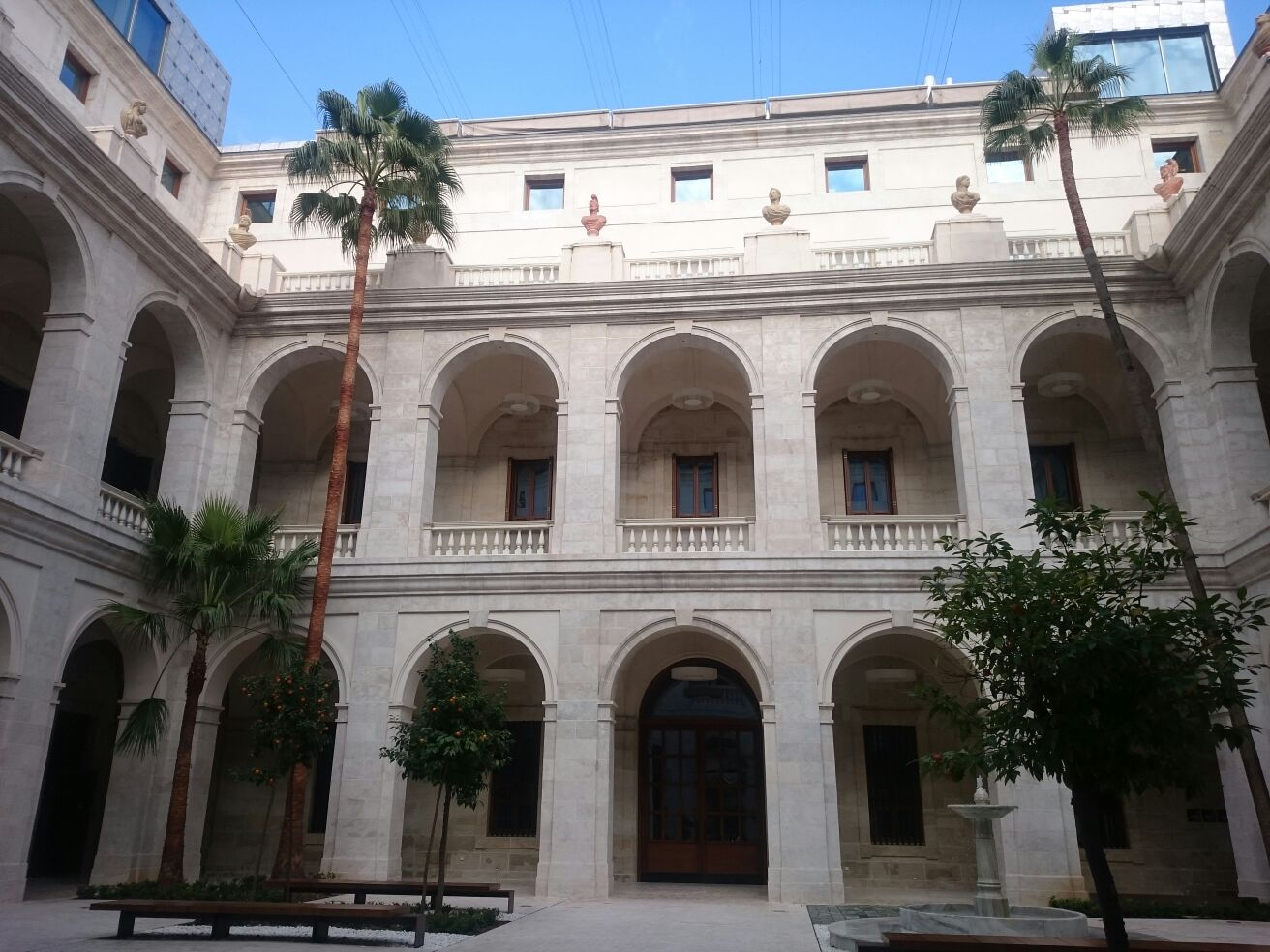
Patio del museo.

En la entrada veremos La Dama de la Aduana, una estatua romana del siglo II encontrada durante la construcción del palacio, así como el patio restaurado del Palacio de la Aduana, que es de libre acceso e incluye naranjos, palmeras, una fuente y paneles informativos sobre la historia del edificio, por ejemplo la visita de la reina Isabel II en 1862 a este lugar. En esta planta también se encuentra la tienda, la sala de exposiciones temporales, el vestíbulo, la consigna, una cafetería, abierta en mayo de 2018, y el almacén visitable, un espacio innovador en el cual los visitantes podrán ver las obras que están siendo restauradas u otras que no pueden estar expuestas por largos periodos.

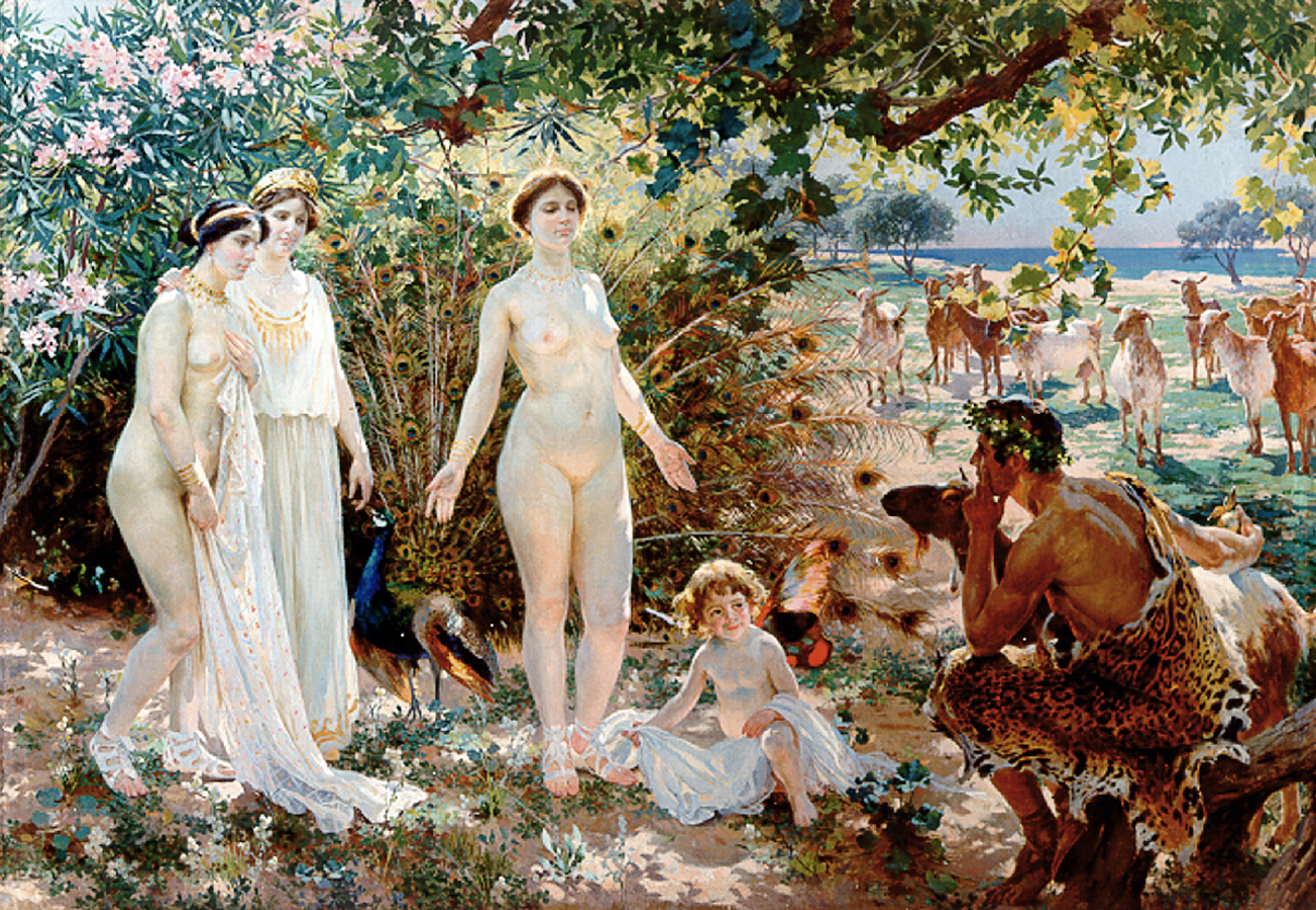
Enrique Simonet, El Juicio de Paris. 1904

### Primera planta: Bellas artes
En su conjunto, el Museo de Málaga cuenta con 2000 obras en su sección de Bellas Artes, que incluye lienzos y esculturas de viejos maestros de la talla de Luis de Morales, Luca Giordano, Murillo, Antonio del Castillo, Alonso Cano, Ribera, Vicente Carducho, Goya, Pedro de Mena o Zurbarán. 
La institución custodia la que es considerada una de las mayores colecciones de pintura del siglo XIX en España, estando representados pintores como Sorolla, Carlos de Haes, Federico Madrazo, Esquivel, Vicente López Portaña o Ramón Casas, así como varios de los más célebres integrantes de la denominada Escuela Malagueña de Pintura: Moreno Carbonero, José Denis Belgrano, Pedro Sáenz Sáenz, Enrique Simonet, Muñoz Degrain, José Nogales o Bernardo Ferrándiz, mientras que en el panorama internacional cuenta con obras de León Bonnat o del vanguardista alemán Franz Marc. 
Además posee una interesante colección de arte moderno español hasta la década de 1950 con obras de Picasso, José Moreno Villa, Rafael Canogar, Juan Barjola, Óscar Domínguez o Josep Guinovart, entre otros; y un pequeño espacio dedicado a la transformación de los dos museos hasta el unificado actual, con videos explicativos de dicho proceso, como la manifestación llevaba a cabo por la sociedad malagueña en 1997 como reclamo para la apertura del museo.

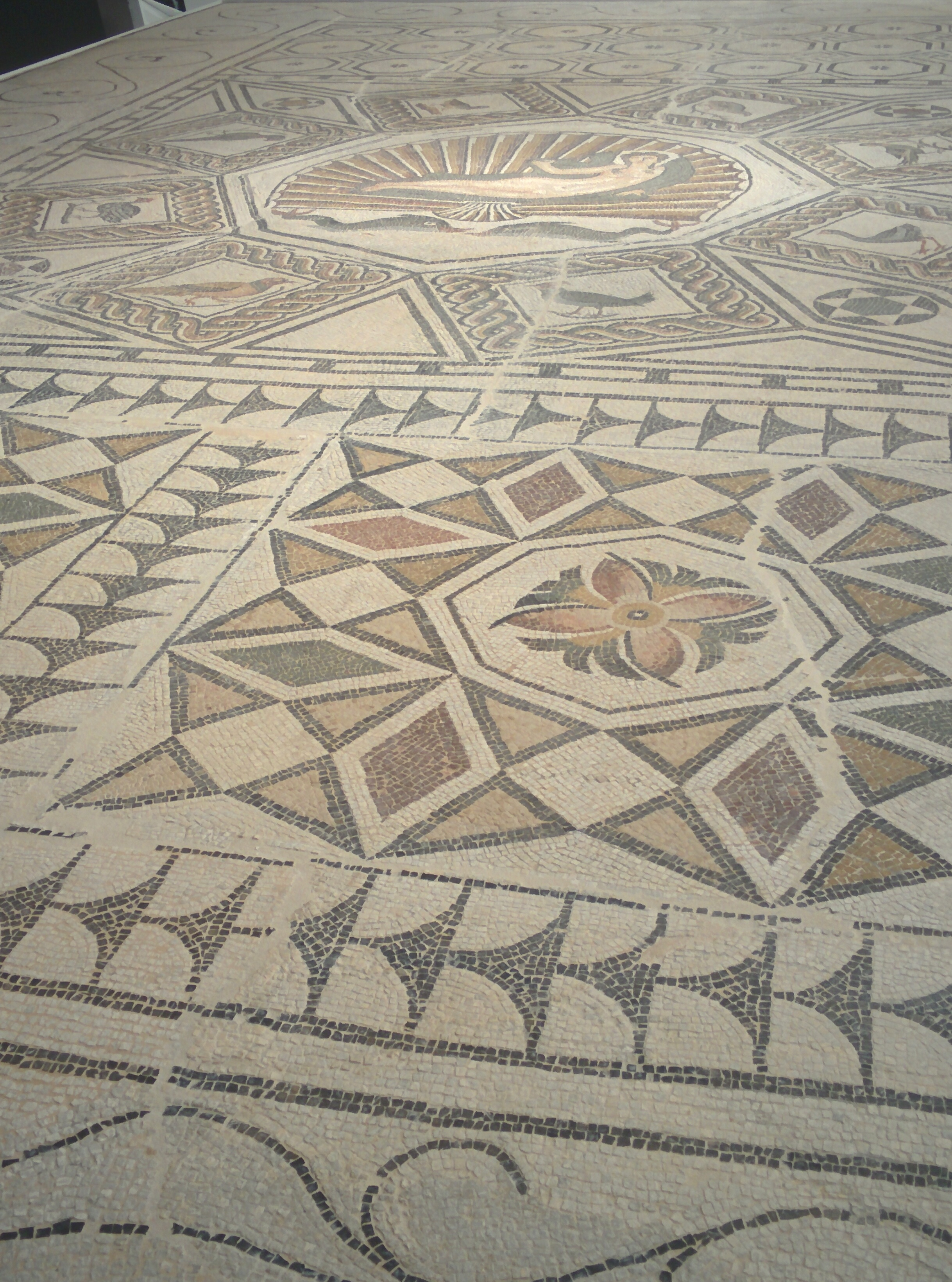
Mosaico de Venus del siglo II

### Segunda planta: Arqueológico
El único catálogo editado hasta 2014 sobre las colecciones del museo Arqueológico Provincial se publicó en 1933. En él puede leerse.- 

«Cuando sea para nosotros realidad venturosa la ilusión ha tanto tiempo acariciada, de instalar nuestras espléndidas colecciones de arte local de la capacidad y distribución convenientes, entonces podrán ser debidamente apreciadas por nuestros convecinos y visitantes las joyas arqueológicas que el Museo Provincial posee, donde la calidad supera al número...».

La colección arqueológica posee unos fondos de más de 15.000 piezas, que abarcan un periodo histórico desde siglo VIII a. C. hasta el Medievo: egipcias, fenicias, griegas, romanas, árabes, cristianas y bizantinas. En las últimas décadas se han incorporado piezas procedentes de las excavaciones efectuadas por la Universidad de Málaga, así como diversos lotes de las intervenciones arqueológicas preventivas y de urgencia que se han desarrollado en el casco urbano de Málaga, como las encontradas en la excavación del Teatro Romano, la Tumba del Guerrero o el Mosaico de Venus del siglo II que fue encontrado en Cártama. Parte de la colección del Museo Loringiano ha sido restaurada y trasladada desde el Jardín Botánico.

### Tercera y cuarta planta
La tercera planta incluye una biblioteca abierta a investigadores, que se inauguró en octubre en 2017, y la sede de la Real Academia de Bellas Artes de San Telmo, trasladada en febrero de 2020; y en la cuarta planta un restaurante, que abrió en mayo de 2018; y el mirador del museo, del que se tiene una visión singular de Málaga, sobre todo de la Alcazaba, el Castillo de Gibralfaro o el Teatro Romano.

## Obras destacables
- Tumba del Guerrero
- Alegoría de la Historia, Industria y Comercio de Málaga
- ¡Y tenía corazón! Anatomía del corazón
- El juicio de Paris
- Mosaico de Venus
- La meta sudante
- Liberación de los cautivos de Málaga por los Reyes Católicos

## Exposiciones temporales
La primera exposición temporal, llamada Almogávares, fue dedicada al escultor malagueño Miguel Ortiz Berrocal, aunque no se instaló en la sala de exposiciones temporales, sino en la planta baja del museo desde diciembre de 2019 hasta mayo de 2020, constando de diez bustos realizados en bronce fundido. La sala de exposiciones temporales, que cuenta con un espacio de 560 metros cuadrados, lleva el nombre del pintor malagueño Eugenio Chicano, y aunque estaba previsto que fuera inaugurada en 2020, su apertura se produjo el 31 de mayo de 2021.

## Rodajes
Las instalaciones del museo fueron utilizadas para recrear la Ciudad del Vaticano en la serie Warrior Nun, estrenada en Netflix en 2020.